# 花火 (1998年电影)
《花火》（日语：HANA-BI）是一部1997年的日本电影。于1998年公映，北野武导演的第七部電影。获得第54届威尼斯影展金狮奖。

## 故事大纲
西佳敬（北野武饰）是一名刑警，由于对一次失误造成两名同事一死一残感到内疚而辞了职。他的幼女几年前死于车祸，如今妻子（岸本加世子饰）又患白血病住院。因为生活所迫，他向黑社会借了高利贷。为了还债，抢劫了银行。抢来的钱中一部分还了债，一部分给了同事的遗孀，一部份給了瘫痪的工作搭擋堀部。还剩下一点，西佳敬打算用它带上妻子去做一次最后的旅行。

## 角色
- 西佳敬：北野武
- 西美幸：岸本加世子
- 堀部泰助：大杉漣
- 中村靖：寺島進
- 東条正次：白龍
- Sclup屋之親父：渡邊哲
- 暴力犯人：薬師寺保榮
- 田中：芦川誠
- 田中的妻子：大家由祐子
- 永井刑事：逸見太郎
- 黑幫幹部：西澤仁
- 放風箏的少女：北野井子（客串，北野武的女兒）

## 工作人員
- 編劇、剪接、插畫、導演：北野武
- 原創音樂：久石讓
- 攝影指導：山本英夫 (JSC)
- 監製：森昌行ほか